# Donald Randolph
Pour les articles homonymes, voir Randolph.
Donald Randolph est un acteur américain né le 5 janvier 1906 au Cap (Afrique du Sud) et mort le 16 mars 1993 à Los Angeles (Californie) d'une pneumonie. Il a tourné dans plus de 70 films ou séries télévisées.

## Filmographie partielle
- 1947 : 13, rue Madeleine (13 Rue Madeleine) de Henry Hathaway
- 1949 : La Vengeance des Borgia (Bride of Vengeance) de Mitchell Leisen
- 1950 : L'Aigle du désert (The Desert Hawk) de Frederick De Cordova
- 1951 : Le Voleur de Tanger (The Prince Who Was a Thief) de Rudolph Maté
- 1951 : Dix de la légion (Ten Tall Men) de Willis Goldbeck
- 1951 : 14 Heures (Fourteen Hours) de Henry Hathaway
- 1952 : Night Without Sleep de Roy Ward Baker
- 1952 : Aveux spontanés (Assignment - Paris!) de Robert Parrish
- 1952 : Le Proscrit (The Brigand) de Phil Karlson
- 1953 : La Femme rêvée (Dream Wife) de Sidney Sheldon
- 1954 : La Sirène de Bâton Rouge (The Gambler from Natchez), de Henry Levin
- 1954 : Les Aventures de Hajji Baba (The Adventures of Hajji Baba) de Don Weis
- 1954 : Le tueur porte un masque (The Mad Magician) de John Brahm
- 1954 : Le Calice d'argent (The Silver Chalice) de Victor Saville
- 1955 : Le Fils de Sinbad (Son Of Sinbad) de Ted Tetzlaff
- 1955 : Les Années sauvages (The Rawhide Years) de Rudolph Maté
- 1955 : Le Cavalier au masque (The Purple Mask) de H. Bruce Humberstone
- 1956 : Over-Exposed de Lewis Seiler
- 1957 : La chose surgit des ténèbres (The Deadly Mantis) de Nathan Juran
- 1957 : My Gun is Quick de Victor Saville et George White
- 1958 : Cow-boy (Cowboy) de Delmer Daves
- 1969 : L'Étau (Topaz) d'Alfred Hitchcock